# Huurteam
Huurteams zijn door gemeenten en/of wijkcentra opgezette teams die huurders bijstaan in geschillen over het huren van woonruimte.

## Voorgeschiedenis
De huurteams zijn opgericht in een reactie op de maatschappelijke kritiek dat de woningnood tot torenhoge huren leidde. Met name in grotere steden was de situatie vaak nijpend te noemen. De wettelijke maximalisering werd niet altijd nageleefd omdat huurders niet altijd op de hoogte waren van deze maximalisering.

## Doelgroep en voorwaarden
De doelgroep van de huurteams bestaat uit personen met een lager inkomen of een beperkte zelfredzaamheid. Ook buitenlanders die niet bekend zijn met de regels van het Nederlandse huurrecht en studenten maken gebruik van de diensten van huurteams. Voorwaarden voor gebruikmaking van de diensten van een huurteam is meestal dat de woonruimte zich binnen de gemeente bevindt.

## Bijstand van het huurteam
Huurteams staan huurder in principe in de volgende gevallen bij:
- Procedures over de hoogte van de kale huur (puntensysteem);
- Procedures over de hoogte van de servicekosten;
- Procedures over gebreken aan de woonruimte;
- Procedures over (het achterwege blijven van) onderhoud, of over de kosten hiervan;
- Procedures over huurverhogingen;
- Procedures over huurbescherming (medehuurderschap, tijdelijke huurcontracten).

Hoewel het meestal niet zover komt is het mogelijk dat een huurteam een huurder tot bij de rechter bijstaat.
Het huurteam verzorgt correspondentie en eventueel het inzetten van een procedure bij de huurcommissie.

## Werkwijze
Huurders komen vaak met vragen over huur bij het huurteam. Er wordt meestal eerst een afspraak gemaakt voor een inspectie van de woning. Naar aanleiding daarvan wordt rapport opgemaakt. Op basis hiervan zal het huurteam advies uitbrengen aan de huurder, die zal beslissen hoe verder te gaan.
Wanneer het huurteam inderdaad gebreken, te hoge huur of te hoge kosten heeft geconstateerd, zal het in naam van de huurder eerst een voorstel aan de verhuurder doen. Deze kan akkoord gaan of het voorstel weigeren. Meestal zal het huurteam na zo'n weigering (met toestemming van de huurder) een procedure bij de huurcommissie opstarten.
De huurcommissie zal eveneens de woonruimte bezoeken, en vervolgens in aanwezigheid van de verhuurder en de huurder uitspraak doen in een hoorzitting. Wanneer deze uitspraak in het nadeel van de verhuurder uitvalt kan deze zich hier bij neerleggen, of in beroep bij de rechtbank, sector kanton. Ook de huurder kan in beroep gaan wanneer de uitspraak hem of haar niet welgevallig is. Vaak staat het huurteam de huurder eveneens bij de kantonrechter bij.
Bemiddeling of bijstand door huurteams heeft in veel gevallen tot huurverlaging geleid.

## Kosten
Huurteams werken gratis. Wel zijn voor een procedure bij de huurcommissie soms leges verschuldigd (€ 25,00 per 1 april 2010).

## Aanwezigheid huurteam
Niet iedere gemeente heeft een huurteam, aangezien hier geen verplichting toe bestaat voor gemeenten. De politieke wil om gemeentegeld aan een huurteam te spenderen moet uiteraard aanwezig zijn, alsmede de behoefte en een draagvlak. Het is daarom niet verwonderlijk dat de meeste huurteams zich in grotere steden bevinden. Onder andere de volgende gemeenten hebben huurteams:
- Amsterdam
- Den Haag
- Hilversum
- Naarden
- Nijmegen
- Rotterdam
- Utrecht
- Weesp

In Groningen voert de lokale studentenvakbond sinds oktober 2008 een pilot uit. In Utrecht is begin 2010 besloten tot de oprichting van huurteams.

## Kritiek
Uit een aantal hoeken komt ook kritiek op huurteams. Verhuurders vinden dat huurteams de huurders tegen hen opzetten en dat het starten van een huurverlagingsprocedure onethisch is omdat de huurder immers met de huur akkoord was gegaan. Daarbij wijzen ze erop dat zij zelf ook hoge kosten moeten maken voor het onderhoud en de financiering van hun woning, en dat het puntensysteem daar niet of onvoldoende rekening mee houdt. Feit blijft echter dat het vragen van een huurprijs hoger dan het Nederlandse puntensysteem toelaat wettelijk verboden is. Voorstanders van huurliberalisatie vinden dat dit alles er uiteindelijk toe leidt dat minder mensen woonruimte willen verhuren en de schaarste dus zal verergeren. Een ander gehoord punt van kritiek is dat (gemeentelijke) overheden met het instellen van huurteams feitelijk slechts aan symptoombestrijding doen in plaats van het probleem aan te pakken. Door huurmaximalisering af te dwingen zouden overheden zich op een goedkope en makkelijke manier proberen te ontdoen van hun verantwoordelijkheid om voor voldoende woonruimte te zorgen.